# Walter Gutkind
Walter Adolf Gutkind (* 26. Mai 1880 in Braunschweig; † 1. März 1976 in Guildford) war ein deutscher Jurist und Oberverwaltungsgerichtsrat.

## Leben

### Werdegang
Der aus einer jüdischen Familie stammende Walter Gutkind war Sohn des Braunschweiger Bankiers Max Gutkind und dessen Ehefrau Fanny, geborene Hertz. Er legte 1898 das Abitur am Martino-Katharineum Braunschweig ab und begann ein einjähriges Praktikum im väterlichen Bankhaus. Er studierte ab 1899 Rechtswissenschaft in München, Berlin, Heidelberg und Leipzig und begann 1902 als Referendar und Gerichtsassessor im braunschweigischen Staatsdienst. Im Jahre 1901 konvertierte Gutkind zur evangelischen Konfession. Das erste juristische Staatsexamen legte er 1902 ab, die zweite Staatsprüfung folgte 1907. Er wurde 1905 mit der Dissertation Das Geschäft „an Aufgabe“ (§ 95 H.G.B.) an der Universität Leipzig zum Dr. jur. promoviert.
Seine berufliche Karriere begann er 1912 als Amtsrichter in Vechelde. Er nahm von 1914 bis 1918 am Ersten Weltkrieg an der Westfront teil, wurde zum Hauptmann befördert und mit beiden Klassen des Eisernen Kreuzes ausgezeichnet. Gutkind war ab 1920 Richter am Landgericht und am Obergericht Braunschweig. Im Jahre 1928 wurde er zum Oberverwaltungsgerichtsrat beim Braunschweigischen Verwaltungsgerichtshof befördert. Unter der Herrschaft der Nationalsozialisten ab 1933 wurde Gutkind als ehemaliger Frontkämpfer zunächst im Amt belassen, wurde jedoch 1935 aufgrund seiner jüdischen Abstammung zwangspensioniert. Er zog nach Berlin, wurde im November 1938 im KZ Sachsenhausen interniert und emigrierte am 30. Dezember 1938 mit seiner Frau und seiner Tochter nach Großbritannien. Er arbeitete als Hausdiener und Büroangestellter, da er keine Pension erhielt. Erst 1951 erhielt Gutkind im Rahmen eines Wiedergutmachungsverfahrens Pensionsnachzahlungen von der Bundesrepublik Deutschland. Die von ihm beantragte nachträgliche Beförderung zum Oberverwaltungsgerichtspräsidenten a. D. wurde 1959 bewilligt. Gutkind starb 1976 in Guildford/Surrey.

### Familie
Gutkind war mit der Christin Margarete, geb. Pape (* 1897), aus Calbe (Saale) verheiratet. Die Tochter Lore-Barbara (Annerose) kam 1926 in Braunschweig zur Welt.